# Академическая гребля на летних Олимпийских играх 1948 — одиночки
Соревнования среди одиночек по академической гребле среди мужчин на летних Олимпийских играх 1948 года прошли с 5 по 9 августа в гребном центре в Хенли-он-Темс, где ежегодно проводятся соревнования Королевской регаты. В соревновании приняли участие 14 спортсменов из 14 стран. Действующий олимпийский чемпион из Германии Густав Шефер завершил спортивную карьеру сразу после Игр в Берлине, а во время Второй мировой войны попал в плен, где пробыл до 1947 года.
До начала соревнований фаворитами считались победители последних трёх регат Diamond Challenge Sculls австралиец Мервин Вуд, француз Жан Сеферьяд и американец Джон Келли-младший — сын трёхкратного олимпийского чемпиона Джона Келли-старшего. Из этих трёх гребцов только Вуд смог стать призёром соревнований, уверенно выиграв золотую медаль, а вот Келли и Сеферьяд выбыли в полуфинале, причём француз в очном споре проиграл Вуду. Серебро завоевал уругваец Эдуардо Риссо, а бронзу итальянец Ромоло Катаста.
В соревнованиях по академической гребле на Играх в Лондоне дебютировали представители Египта и Греции, которые ранее принимали участие только в академической гребле на внеочередных Играх 1906 года.
Несмотря на то что к Играм гребной канал был расширен с 24 до 36 метров, он всё равно оставался достаточно узким и в одном заезде могли стартовать только три лодки. Длина дистанции составляла 1929 метров.

## Призёры
| Золото               | Серебро               | Бронза                |
| Мервин Вуд Австралия | Эдуардо Риссо Уругвай | Ромоло Катаста Италия |

## Рекорды
До начала летних Олимпийских игр 1948 года лучшее олимпийское время было следующим:
| Лучшее олимпийское время | Спортсмен        | Время   | Место     | Дата           |
| ------------------------ | ---------------- | ------- | --------- | -------------- |
| Лучшее олимпийское время | Генри Пирс (AUS) | 07:01,8 | Амстердам | 8 августа 1928 |

По итогам соревнований никто из спортсменов не смог превзойти данный результат.

## Расписание
| Дата      | Раунд                  |
| --------- | ---------------------- |
| 5 августа | Предварительные заезды |
| 6 августа | Отборочные заезды      |
| 7 августа | Полуфиналы             |
| 9 августа | Финал                  |

## Результаты

### Предварительный этап
Победитель каждого заезда напрямую проходил в полуфинал соревнований. Все остальные спортсмены попадали в утешительные заезды, где были разыграны ещё три полуфинальных места.

#### Заезд 1
| Место | Спортсмен     | Страна    | Время  | Отставание | Примечания |
| ----- | ------------- | --------- | ------ | ---------- | ---------- |
| 1     | Мервин Вуд    | Австралия | 7:25,9 | +0,0       | SF         |
| 2     | Эдуардо Риссо | Уругвай   | 7:36,3 | +10,4      | R          |
| 3     | Иэн Стивен    | ЮАС       | 7:38,3 | +12,4      | R          |

#### Заезд 2
| Место | Спортсмен           | Страна         | Время  | Отставание | Примечания |
| ----- | ------------------- | -------------- | ------ | ---------- | ---------- |
| 1     | Энтони Роу          | Великобритания | 7:30,5 | +0,0       | SF         |
| 2     | Ханс Якоб Келлер    | Швейцария      | 7:34,2 | +3,7       | R          |
| 3     | Драгутин Петровечки | Югославия      | 8:17,3 | +46,8      | R          |

#### Заезд 3
| Место | Спортсмен          | Страна  | Время  | Отставание | Примечания |
| ----- | ------------------ | ------- | ------ | ---------- | ---------- |
| 1     | Джон Келли-младший | США     | 7:39,7 | +0,0       | SF         |
| 2     | Курт Бруннквист    | Швеция  | 7:47,2 | +7,5       | R          |
| 3     | Хуан Омедес        | Испания | 7:52,1 | +12,4      | R          |

#### Заезд 4
| Место | Спортсмен         | Страна    | Время  | Отставание | Примечания |
| ----- | ----------------- | --------- | ------ | ---------- | ---------- |
| 1     | Жан Сеферьяд      | Франция   | 7:34,3 | +0,0       | SF         |
| 2     | Транкило Кароццо  | Аргентина | 7:38,9 | +4,6       | R          |
| 3     | Мохамед Эль-Сайед | Египет    | 8:01,4 | +27,1      | R          |

#### Заезд 5
| Место | Спортсмен       | Страна | Время                    | Отставание               | Примечания |
| ----- | --------------- | ------ | ------------------------ | ------------------------ | ---------- |
| 1     | Ромоло Катаста  | Италия | нет официального времени | нет официального времени | SF         |
| 2     | Файдон Маттайоу | Греция | нет официального времени | нет официального времени | R          |

### Отборочные заезды
Победитель каждого отборочного заезда проходил в полуфинал. Остальные гребцы выбывали из соревнований.

#### Заезд 1
| Место | Спортсмен        | Страна    | Время  | Отставание | Примечания |
| ----- | ---------------- | --------- | ------ | ---------- | ---------- |
| 1     | Транкило Кароццо | Аргентина | 7:45,0 | +0,0       | SF         |
| 2     | Хуан Омедес      | Испания   | 7:57,3 | +12,3      |            |
| 3     | Файдон Маттайоу  | Греция    | 8:13,9 | +28,9      |            |

#### Заезд 2
| Место | Спортсмен        | Страна    | Время  | Отставание | Примечания |
| ----- | ---------------- | --------- | ------ | ---------- | ---------- |
| 1     | Эдуардо Риссо    | Уругвай   | 7:24,4 | +0,0       | SF         |
| 2     | Ханс Якоб Келлер | Швейцария | 7:25,1 | +0,7       |            |
| 3     | Курт Бруннквист  | Швеция    | 7:27,0 | +2,6       |            |

#### Заезд 3
| Место | Спортсмен           | Страна    | Время  | Отставание | Примечания |
| ----- | ------------------- | --------- | ------ | ---------- | ---------- |
| 1     | Иэн Стивен          | ЮАС       | 7:35,6 | +0,0       | SF         |
| 2     | Мохамед Эль-Сайед   | Египет    | 7:44,8 | +9,2       |            |
| 3     | Драгутин Петровечки | Югославия | 8:17,3 | +41,7      |            |

### Полуфиналы
Победитель каждого заезда проходил в финал соревнований. Все остальные спортсмены выбывали из борьбы за медали.

#### Заезд 1
| Место | Спортсмен        | Страна    | Время  | Отставание | Примечания |
| ----- | ---------------- | --------- | ------ | ---------- | ---------- |
| 1     | Ромоло Катаста   | Италия    | 8:05,4 | +0,0       | F          |
| 2     | Транкило Кароццо | Аргентина | 8:12,6 | +7,2       |            |
| 3     | Иэн Стивен       | ЮАС       | DNS    | DNS        |            |

#### Заезд 2
| Место | Спортсмен          | Страна         | Время  | Отставание | Примечания |
| ----- | ------------------ | -------------- | ------ | ---------- | ---------- |
| 1     | Эдуардо Риссо      | Уругвай        | 8:09,3 | +0,0       | F          |
| 2     | Джон Келли-младший | США            | 8:09,7 | +0,4       |            |
| 3     | Энтони Роу         | Великобритания | 8:23,8 | +14,5      |            |

#### Заезд 3
| Место | Спортсмен    | Страна    | Время  | Отставание | Примечания |
| ----- | ------------ | --------- | ------ | ---------- | ---------- |
| 1     | Мервин Вуд   | Австралия | 8:08,5 | +0,0       | F          |
| 2     | Жан Сеферьяд | Франция   | 8:17,1 | +8,6       |            |

### Финал
Финальная гонка проходила в солнечную погоду с переменным ветром. Финальный заезд в одиночках прошёл без борьбы. Уже с первых метров дистанции австралиец Мервин Вуд начал уходить в отрыв, а итальянец Ромоло Катаста отставать от уругвайца Эдуардо Риссо, который в полуфинале мощным рывком на заключительном отрезке дистанции смог опередить американца Джон Келли-младшего. В итоге на финише Вуд выиграл у Риссо 13,8 секунд, который в свою очередь опередил Катасту на 13,2 с.
| Место | Спортсмен      | Страна    | Время  | Отставание |
| ----- | -------------- | --------- | ------ | ---------- |
| 1     | Мервин Вуд     | Австралия | 7:24,4 | +0,0       |
| 2     | Эдуардо Риссо  | Уругвай   | 7:38,2 | +13,8      |
| 3     | Ромоло Катаста | Италия    | 7:51,4 | +27,0      |